# Mistrovství světa v malém fotbale žen
Mistrovství světa v malém fotbale žen se koná se od roku 2021 a pořádá ho Světová federace malého fotbalu (WMF). První ročník se odehrál v roce 2021 v Kyjevě na Ukrajině. Na posledním šampionátu v říjnu 2024 zvítězili reprezentantky USA.

## Turnaje
| Rok  | Hostitel                 | Finále | Finále             | Finále             | Zápas o     | Zápas o | Zápas o      |
| Rok  | Hostitel                 | Vítěz  | Skóre              | Poražený finalista | Třetí místo | Skóre   | Čtvrté místo |
| ---- | ------------------------ | ------ | ------------------ | ------------------ | ----------- | ------- | ------------ |
| 2021 | Ukrajina (Kyjev)         | USA    | 10 – 0             | Moldavsko          | Srbsko      | 6 – 1   | Egypt        |
| 2024 | Chorvatsko (Mali Lošinj) | USA    | 1 – 1 (4 – 3) pen. | Mexiko             | Slovensko   | 5 – 3   | Česko        |
| 2026 |                          |        |                    |                    |             |         |              |

## Medailový stav podle zemí do roku 2024 (včetně)
| Pořadí | Země      | Zlato | Stříbro | Bronz | Celkem |
| 1.     | USA       | 2     | 0       | 0     | 2      |
| 2.     | Moldavsko | 0     | 1       | 0     | 1      |
| 2.     | Mexiko    | 0     | 1       | 0     | 1      |
| 3.     | Srbsko    | 0     | 0       | 1     | 1      |
| 3.     | Slovensko | 0     | 0       | 1     | 1      |